# Екатерининский собор (Екатеринбург)
Екатери́нинский собор (также Екатерининский горный собор, Собор святой Великомученицы Екатерины) — утраченный православный храм в Екатеринбурге, первоначально сооружённый в виде мазанковой церкви при основании крепости и завода в 1723 году. После пожара 1747 года, уничтожившего здание, на том же месте в 1758 году была заложена и лишь в 1768 году освящена каменная церковь. Главной святыней храма была часть мощей святого Симеона Верхотурского, привезённая в Екатеринбург во второй половине 1820-х годов.
Храм принадлежал Уральской горной администрации, находился в центре города, на левом возвышенном берегу реки Исети, восточнее построенного в 1747 году Богоявленского собора, на перекрёстке Главного проспекта и Пушкинской улицы. Площадь около храма получила одноимённое название. Главные городские Богоявленский и Екатерининский храмы были высотными доминантами центра города, формируя акценты Главного проспекта и плотины.
В феврале 1930 года храм закрыли, а в начале апреля того же года взорвали по решению Свердловского горисполкома. Кирпичи, сохранившиеся после разрушения здания, использовались в качестве стройматериалов для возведения общественных зданий города.
18 августа 1991 года в месте расположения алтаря Екатерининского собора установили памятный крест, а в 1998 году к 275-летию Екатеринбурга рядом с ним построили часовню Святой Екатерины. В 2019 году обсуждение проектов возрождения и строительства храма Святой Екатерины вызвало бурную реакцию в обществе, вылившуюся в череду протестов и митингов против строительства в сквере на Октябрьской площади.

## История строительства

### Мазанковая церковь
В 1726 году 27 февраля архимандрит Тобольского Знаменского монастыря Филипп освятил церковь. Она была покрыта тёсовой крышей, а шпиц колокольни и глава белой жестью. Первые колокола отливал какой-то демидовский мастер, иконостас делали свои екатеринбургские мастера; облачения и книги были куплены в Тобольске. Первым священником был вдовый протопоп Феодосий Васильев, служивший раньше в Невьянском заводе; его дети Иван и Кузьма составляли причт — первый был диаконом, а второй пономарём. Первым церковным старостой был выбран местный житель Михайло Суздальцев. Так как в новой церкви многаго не доставало, то Генин обратился с просьбой к императрице о помощи. Это ходатайство не осталось без последствий, и немедленно из Петербурга с курьером было выслано необходимое церковное «одеяние»: ризы штофныя (по пунцовой земле белыя травы), с золотым позументом, подложены красной китайкой; такой же стихарь, епитрахиль, поручи и возду́хи; подризник тафтяной двуличный: жёлтый и красный шёлк, подольник обшит красной ленточкой, а подложен китайкой лазоревой и т. д. Кроме того, из Москвы была выслана серебряная церковная утварь и богослужебныя книги.
1 октября 1723 года в строящемся заводе-крепости священник Тобольского полка Иван Ефимов освятил закладку первой мазанковой церкви. На время строительства жители заводского посёлка были приписаны к приходу Преображенской церкви соседнего Уктусского завода. Основные работы были завершены к концу лета 1724 года, в связи с чем 30 августа того же года первый командир Екатеринбургского завода Ф. Е. Неклюдов доложил В. И. де Геннину о постройке церкви с комментарием о том, что венчающий крест ещё изготавливается на Уктусском заводе. Будущий завод с благословления Екатерины I назвали Екатеринбургским, поэтому и первую церковь было решено освящать во имя святой Великомученицы Екатерины, православной небесной покровительницы императрицы, в честь которой был наименован создающийся Екатеринбург.
Здание новой церкви строилось в технике фахверка, получившей распространение в Екатеринбурге благодаря европейским мастерам, работавшим на строительстве завода и посёлка. Конструкция представляла собой бревенчатый каркас, а промежутки между брёвнами заполнялись кирпичами и глиной. Здание имело 24 слюдяных окна, деревянный пол и отапливалось тремя кирпичными печами. Возвышенная часть была выполнена в виде восьмерика, крыша церкви была покрыта белой жестью и венчалась маковкой и небольшой колокольней со шпилем. Колокольня была снабжена девятью медными колоколами весом от одного до сорока пудов.
После постройки Екатерининская церковь в течение года стояла неосвящённой из-за отсутствия в казне денег на содержание клира. 2 января 1726 года де Геннин вынужденно обратился в Кабинет Её Императорского Величества с просьбой поручить тобольскому митрополиту заняться освящением храма и организацией прихода. В это же время он, не дожидаясь ответа императрицы, обратился с аналогичной просьбой напрямую к митрополиту Тобольскому и Сибирскому Антонию, который 22 февраля того же года направил в Екатеринбург архимандрита Знаменского монастыря Геннадия для освящения нового храма. Церемония освящения состоялась под залп 11 пушек 27 февраля 1726 года. В июле того же года в Екатеринбург были отправлены подаренные императрицей облачения для духовенства, церковная утварь и книги для храма. Мастера Екатеринбургского завода выполнили для внутреннего убранства храма медные паникадила на 36 свечей, пять жестяных подсвечников и 11 медных лампад. Для обустройства алтарной части по просьбе де Геннина в Екатеринбург приехал на казённое жалованье резчик Фёдор Охлыпин, служивший у Строгановых, а для создания иконостаса — иконописец Пыскорского Преображенского монастыря Степан Леонтьев.
Ко дню освящения храма торопились установить в шатре колокольни часы, заказанные де Генниным для организации и контроля за проведением заводских работ. Часы изготовили на Каменском заводе, но привезли в Екатеринбург с опозданием. После установки часовой механизм быстро вышел из строя, поэтому в 1728 году на Екатеринбургском заводе были изготовлены и собраны новые часы, которые также работали нестабильно. В мае 1729 года починкой и наладкой часов занимались местные заводские кузнецы, которые и в дальнейшем продолжили следить за эксплуатацией механизма.
В 1733 году после согласования с Сенатом де Геннин начал строительство новой, уже каменной церкви в Екатеринбурге. Однако В. Н. Татищев, сменивший в 1734 году де Геннина на посту руководителя Уральской горной администрации, приказал разобрать постройки, не удовлетворившись ни проектом церкви, ни выбранным под строительство местом.
26 сентября 1747 года старый храм был уничтожен пожаром, удалось спасти лишь часть церковной утвари. Совместное расследование екатеринбургской полиции и комиссии Тобольской консистории назвало основной причиной пожара оставленный в алтарном горне горячий уголь. Общий ущерб комиссия оценила в 116 рублей 10 копеек, пономаря Г. Патрушева, отвечавшего за пожарную безопасность в церкви, признали главным виновным и строго наказали в октябре 1748 года. С разрушением церкви занимаемый ей участок земли некоторое время использовался в качестве кладбища, а Екатерининский приход был закрыт вплоть до конца 1763 года.

### Каменная церковь

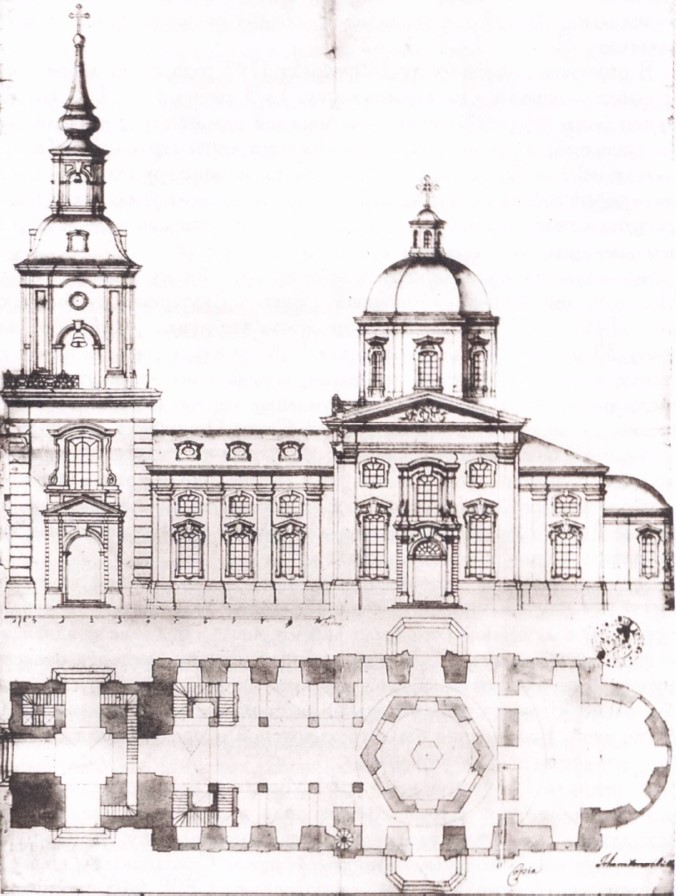
Первоначальный проект храма (1743)

Ещё до сноса старой церкви Горная администрация заказала разработку проекта нового каменного храма у петербургского архитектора Иоганна Вернера Миллера (нем. Müller). Его проект 1743 года в стиле западноевропейского барокко предполагал строительство трёхпридельного храма с трёхъярусной квадратной в плане колокольней и шестигранным куполом над центральной частью. Боковые приделы Миллер спроектировал внутри центрального нефа, в то время как в архитектуре русских храмов того времени стандартным приёмом была пристройка боковых приделов отдельными объёмами.
15 января 1746 года смета на строительство каменного храма была направлена на согласование в Берг-коллегию. После длительных обсуждений 24 июля 1747 года президент ведомства А. Ф. Томилов направил Елизавете Петровне доклад с описанием истории первой Екатерининской церкви и просьбой дополнительно к 2000 рублей, согласованным с Сенатом, выделить 3000 рублей из заводской казны. 24 августа 1747 года екатеринбургские власти получили из Берг-коллегии сообщение о том, что вопрос о строительстве новой каменной церкви находится на рассмотрении и откладывается на неопределённый срок.
Со временем необходимость строительства нового храма обострялась. К 1756 году численность населения Екатеринбурга достигла 5726 человек, в том числе 5074 православных христиан. Построенная в 1747 году Богоявленская церковь была относительно небольшой и могла вместить в праздничные дни менее половины прихожан. Остальные были вынуждены стоять во время служб на улице или ходили в церковь Уктусского завода. Среди жителей был организован сбор пожертвований на строительство храма, к началу работ собрали более 2000 рублей.
Для начала строительства нового храма требовалось разрешение Тобольской консистории. За получением грамоты в Тобольск выехал диакон Богоявленской церкви Михаил Флоровский. В отсутствие архиерея в Тобольске не смогли выдать разрешение, переслав запрос в Синод. Разрешение Синода было получено лишь 23 декабря 1757 года, а закладка нового храма протоиереем Фёдором Кочневым состоялась 16 августа 1758 года. Первоначальный проект Миллера уже в ходе строительства был существенно изменён главным межевщиком Горной канцелярии А. И. Кичигиным. По скорректированному проекту, согласованному с Берг-коллегией, боковые приделы расположились в специальных пристроях, почти не сообщавшихся с центральным приделом. В результате главный придел стал «холодным» храмом, где службы проводились только с мая по октябрь, а боковые приделы «тёплыми», и службы там проводились круглогодично. В целом объём храма стал гораздо больше по отношению к первоначальному проекту.
Первоначально предполагалось отдать подряд на строительные работы местным екатеринбургским каменщикам и братьям Григорию и Ивану Антипьевичам Татариновым, опытным каменщикам из Соликамска, считавшегося в XVIII веке главным поставщиком строительных кадров для других регионов. Однако в итоге 1 июня 1759 года работу начали артели из Ярославля под руководством И. Я. Дубова, предложившие меньшую стоимость. В ноябре того же года маркшейдер И. Кузнецов, проводивший ревизию выполненных работ, выявил существенные отклонения построек от проектных чертежей. Так, контрольные замеры выявили, что алтарь был шире на 1 аршин 2 вершка и на 1 аршин и ¼ вершка длиннее, здание церкви в целом оказалось длиннее проектной величины на ¾ аршина. Контракт с Дубовым расторгли, а подряд на исправление выявленных огрехов и достройку храма после дополнительных торгов в декабре того же года всё-таки отдали братьям Татариновым за неимением других желающих. Позднее к ним присоединился соликамский мастер Иона Тимофеевич Кремлёв. Новые подрядчики в отличие от уволенных получили бо́льшую самостоятельность и право нанимать рабочих по своему усмотрению.
Храм строился на казённые средства и пожертвования прихожан. В летний период на стройке работали до 250 человек, зимой — около 40 человек. Основной рабочей силой были арестанты, получавшие подённую оплату, подвозкой стройматериалов занимались вольнонаёмные местные жители.
22 июля 1763 года с благословения митрополита Тобольского и Сибирского Павла протоиерей Кочнев освятил северный придел храма во имя архидиакона Стефана, а 23 сентября 1763 года — южный придел во имя Иоанна Богослова. В октябре 1764 года освятили достроенный придел во имя Дмитрия Ростовского. В это время здание храма достраивалось, оформлялось его внутреннее убранство.
21 декабря 1767 года митрополит Павел подписал грамоту с благословлением на освящение новой церкви, через 10 дней она была доставлена в Екатеринбург. Однако освящение Екатерининского храма состоялось лишь 22 сентября 1768 года и было приурочено к годовщине коронации Екатерины II.
В 1809 году духовенство храма обратилось за разрешением расширить дмитриевский придел и переименовать его во имя Всех Святых. Пермский архиепископ дал разрешение при условии согласия всех прихожан. Прихожане согласились и оформили своё решение коллективным документом в апреле 1810 года, указ Пермской консистории с разрешением на строительство и переименование придела был получен 15 июня 1810 года. Строительство было проведено сразу после получения указа, но освящение придела состоялось лишь в июне 1834 года первым екатеринбургским епископом Евлампием, но во имя Святой Троицы.

### Бюджет
Сбор пожертвований на строительство продолжался до 1766 года, учёт вели казначеи Канцелярии горных заводов. За 1737—1763 годы собрали 9871 рубль 33 копейки. На завершение строительства в 1763—1766 годах было собрано дополнительно около 839 рублей. Городские власти также организовывали сбор средств разными доступными методами. Так, в 1761 году на рыночной площади установили казённые весы, которыми за плату могли пользоваться торговцы. Таким образом казна заработала за 2 года 234 рубля, которые пошли на строительство церкви. Затраты на строительство, по состоянию на 1 августа 1760 года, составили 2865 рублей, в том числе 1240 рублей из пожертвований.
Отдельно и с большим трудом пришлось собирать средства и материалы на отливку колоколов. 50 пудов меди пожертвовали граф Р. И. Воронцов и А. Ф. Турчанинов. Также среди частных заводовладельцев была объявлена добровольная подписка для сбора меди. Откликнулись только С. Я. Яковлев и снова Турчанинов. В итоге в 1762 году удалось отлить два колокола на заводах Н. Н. Демидова за 240 рублей.
В 1765 году по инициативе А. А. Ирмана, вступившего в 1764 году в должность Главы Уральской горной администрации, была проведена ревизия расходов на строительство Екатерининской церкви. При согласованном первоначальном бюджете в 2000 рублей фактические затраты составили 11 330 рублей, что вызвало недоумение властей и вопросы к духовенству. Недостача материалов оценивалась комиссией в 9588 рублей. В мае 1766 года результаты расследований направили в Берг-коллегию, со стороны которой были даны указания провести более тщательное разбирательство. В итоге дело замяли, сосредоточившись на достройке храма.

Собор на фотографиях Екатеринбурга С. М. Прокудина-Горского, 1910
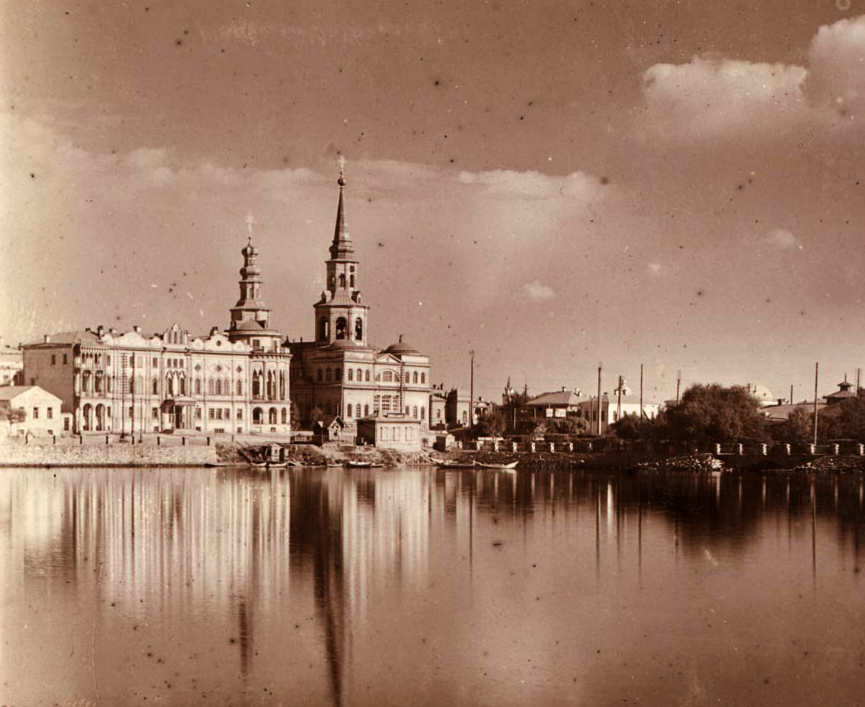
Екатерининский собор и дом Севастьянова на фоне пруда
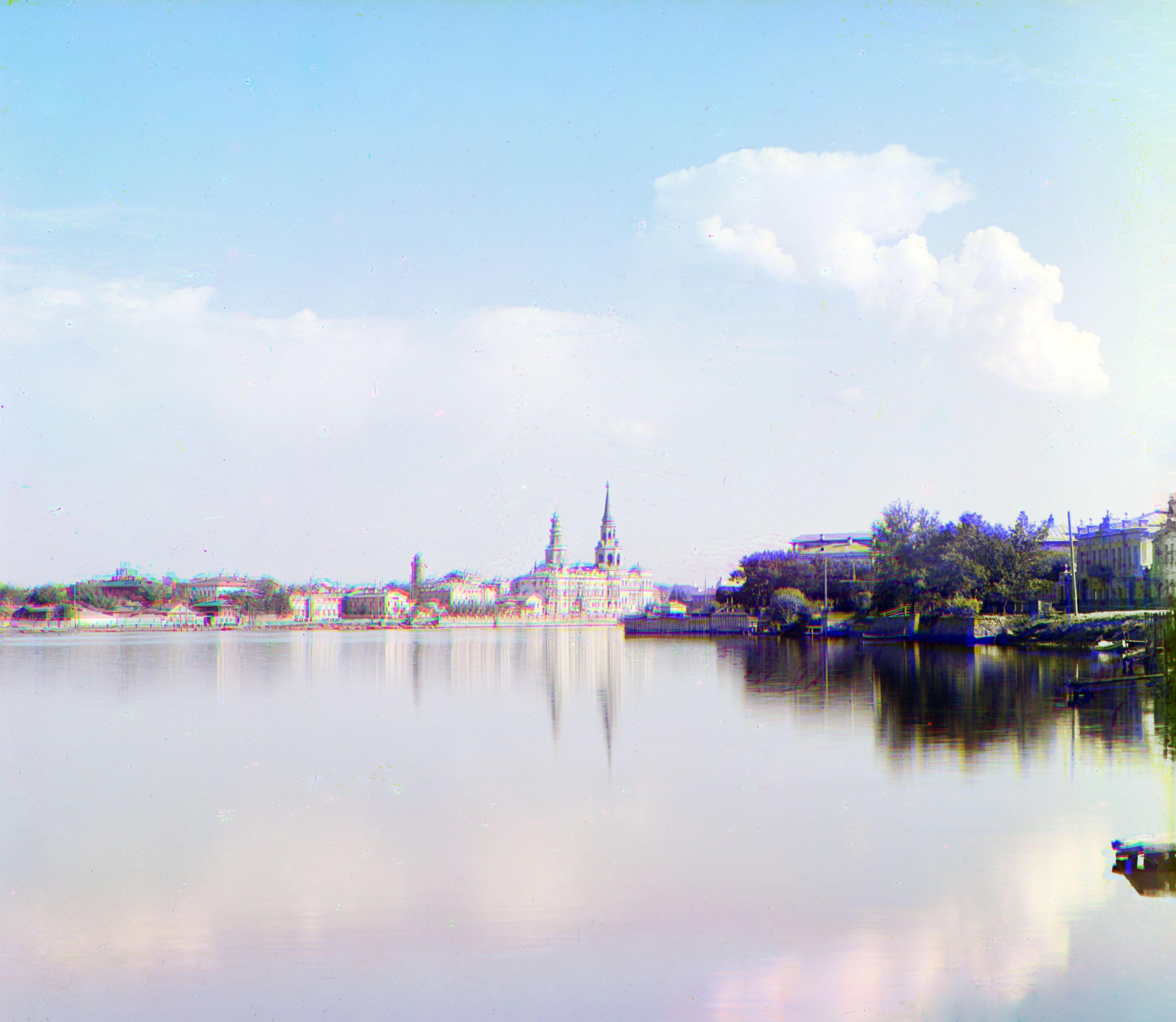
Вид с левого берега пруда
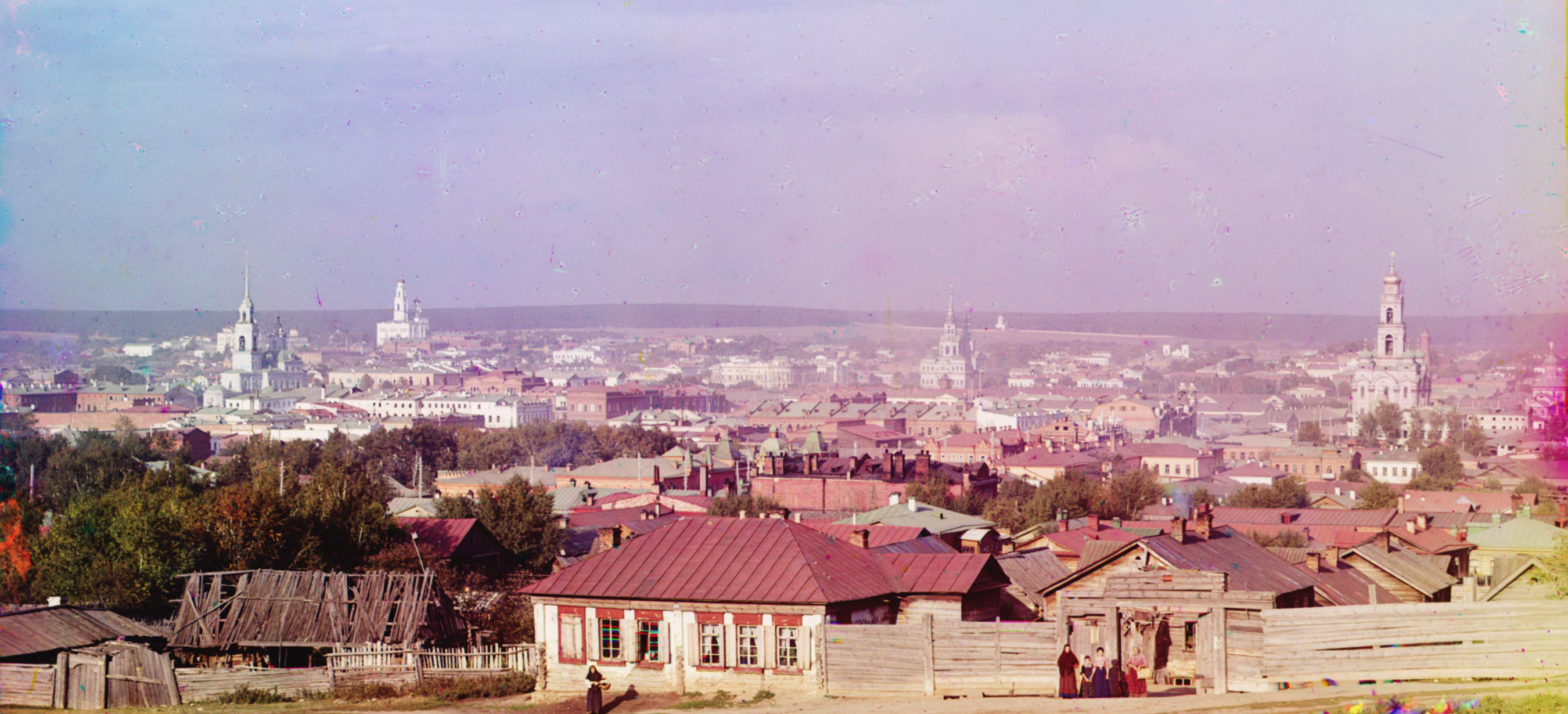
Вершины главных храмов (слева направо): Богоявленский, Вознесенский, Екатерининский, Большой Златоуст

## Духовенство в XVIII—XIX веках

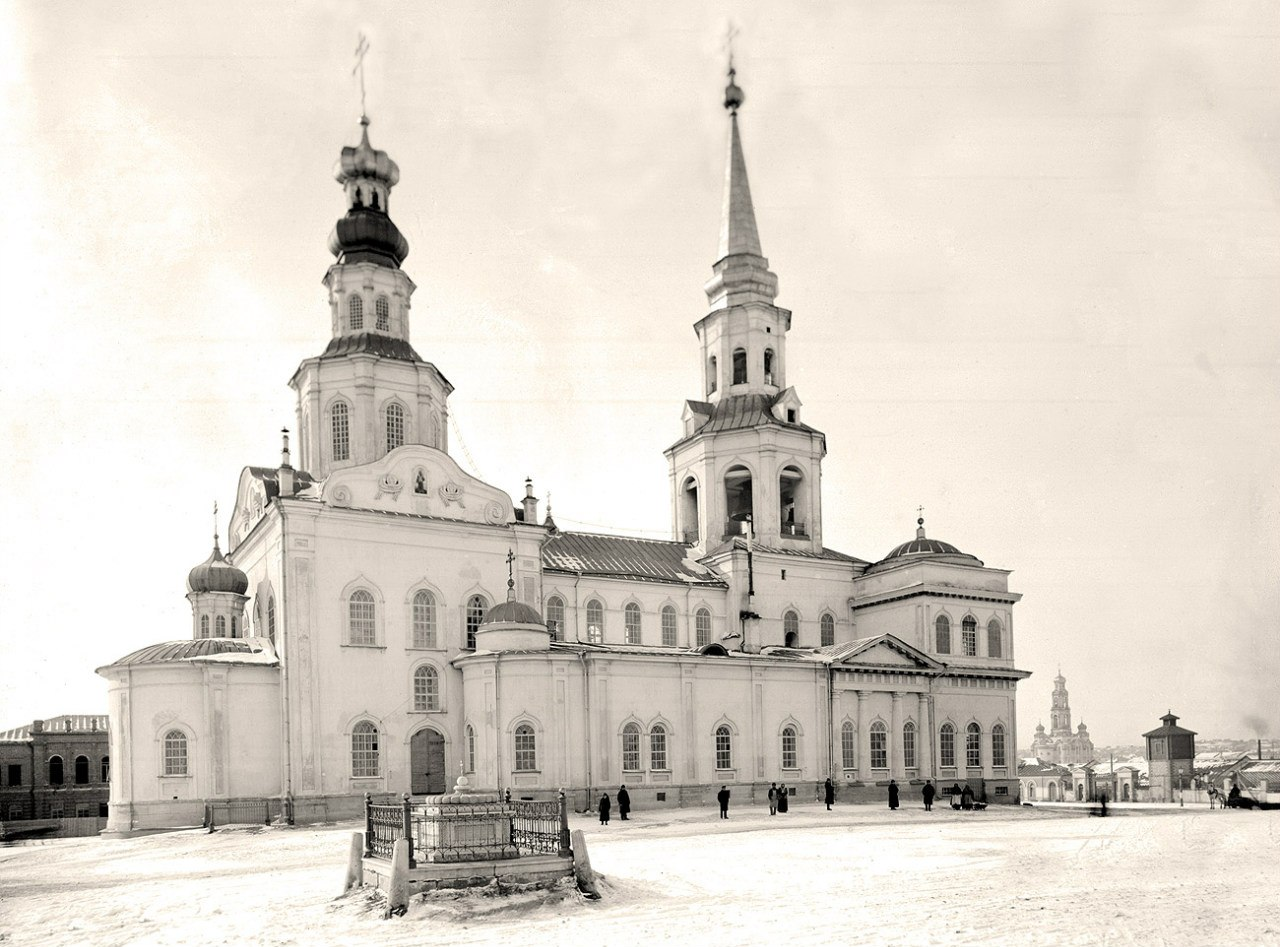
Екатерининский собор (1880-е)

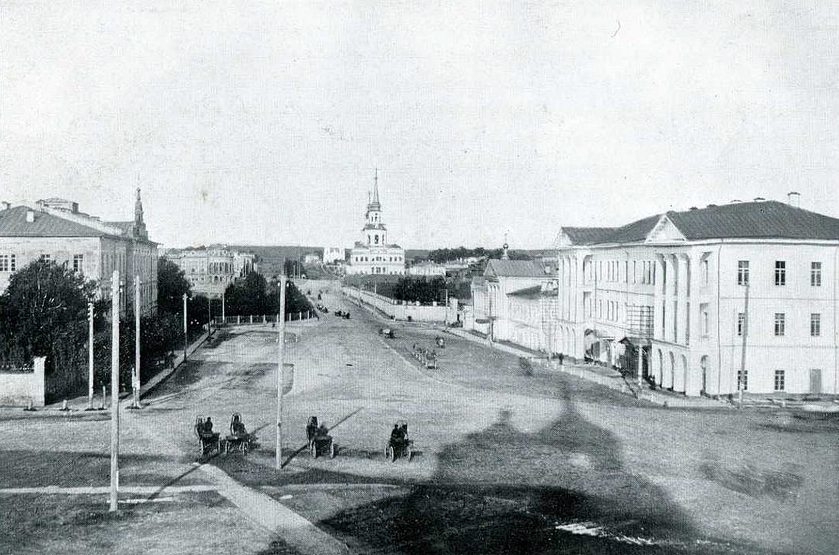
Вид от Богоявленской церкви (В. Л. Метенков, 1900)

Первым настоятелем Екатерининской церкви стал протопоп из Невьянского завода Феодосий Васильевич Флоровский. Вместе с сыновьями диаконом Иваном и пономарём Кузьмой он в феврале 1726 года обратился в Сибирский обер-бергамт с просьбой поддержать его кандидатуру. Несмотря на то, что тобольский митрополит Антоний уже назначил к тому времени на эту должность Фёдора Иванова из Ялуторовской слободы, решение было принято в пользу Флоровского с сыновьями, а Иванова отправили на службу в Горный Щит. Грамоту с благословением митрополита Фроловский получил в марте 1726 года. В 1729 году Феодосий уехал в Тобольск, место настоятеля занял его сын Иван. В мае 1737 года он был арестован по подозрению в поддержке раскольников.
В 1737 году в Екатерининскую церковь назначили священника из Арамильской слободы Якова Никитина, возведённого в том же году в сан протоиерея. В 1741 году Никитина перевели в Тобольск, его место занял протопоп Василий Кудрицкий, отметившийся конфликтами с прихожанами и подозрениями в растрате церковной казны. В итоге в 1745 году мирским сходом Кудрицкого сместили с поста настоятеля и отправили в Тобольск, после чего протоиереем Екатеринбурского указа стал Иосиф Афанасьев. В этот период причт состоял из протоиерея, священника, диакона, двух дьячков и пономаря. После пожара 1747 года, уничтожившего Екатерининский храм, священнослужителей перевели в Богоявленскую церковь.
После внезапной смерти Афанасьева в 1747 году место протоиерея занял В. М. Калиновский, фактически служивший один на два прихода. В 1750 году учредили Екатеринбургское духовное правление, а в 1751 году главой Екатеринбургского указа назначили Ф. Л. Кочнева, прослужившего в Екатеринбурге до 1764 года и ставшего одним из инициаторов строительства каменного Екатерининского собора. После возрождения собора в 1763—1764 годах священником Екатерининской церкви в помощь Кочневу стал А. П. Воинственских. После освящения главного храма Екатерининского собора Кочнев решением Тобольской консистории в конце 1768 года был пострижен в монахи Троицкого монастыря в Тюмени. Основными претензиями к Кочневу стали обвинения в самоуправстве и поддержке раскольников. После него место протоиерея занял А. П. Воинственских.
В начале 1780-х годов должность протоиерея при Екатерининском соборе длительное время оставалась вакантной. В 1787 году настоятелем назначили Ф. Л. Карпинского, совмещавшего церковную деятельность с преподаванием в Екатеринбургской горной школе. В этот период причт собора состоял уже из двух священников, двух диаконов, двух дьячков и двух пономарей. С 1787 года священником Екатерининского собора служил А. П. Воинственских, вторым священником с 1802 года — И. С. Сильверстов. К концу 1870-х годов штат состоял из одного протоиерея, трёх священников, трёх диаконов и двух псаломщиков.
Священники причта активно участвовали в культурной жизни города. После образования в 1883 году Екатеринбургской епархии один из священников Екатерининского собора стал входить в состав Екатеринбургской духовной консистории. Протоиерей Екатерининского собора И. А. Левитский в 1886 году стал первым председателем созданного Епархиального попечительства.

## Архитектура и внутреннее убранство

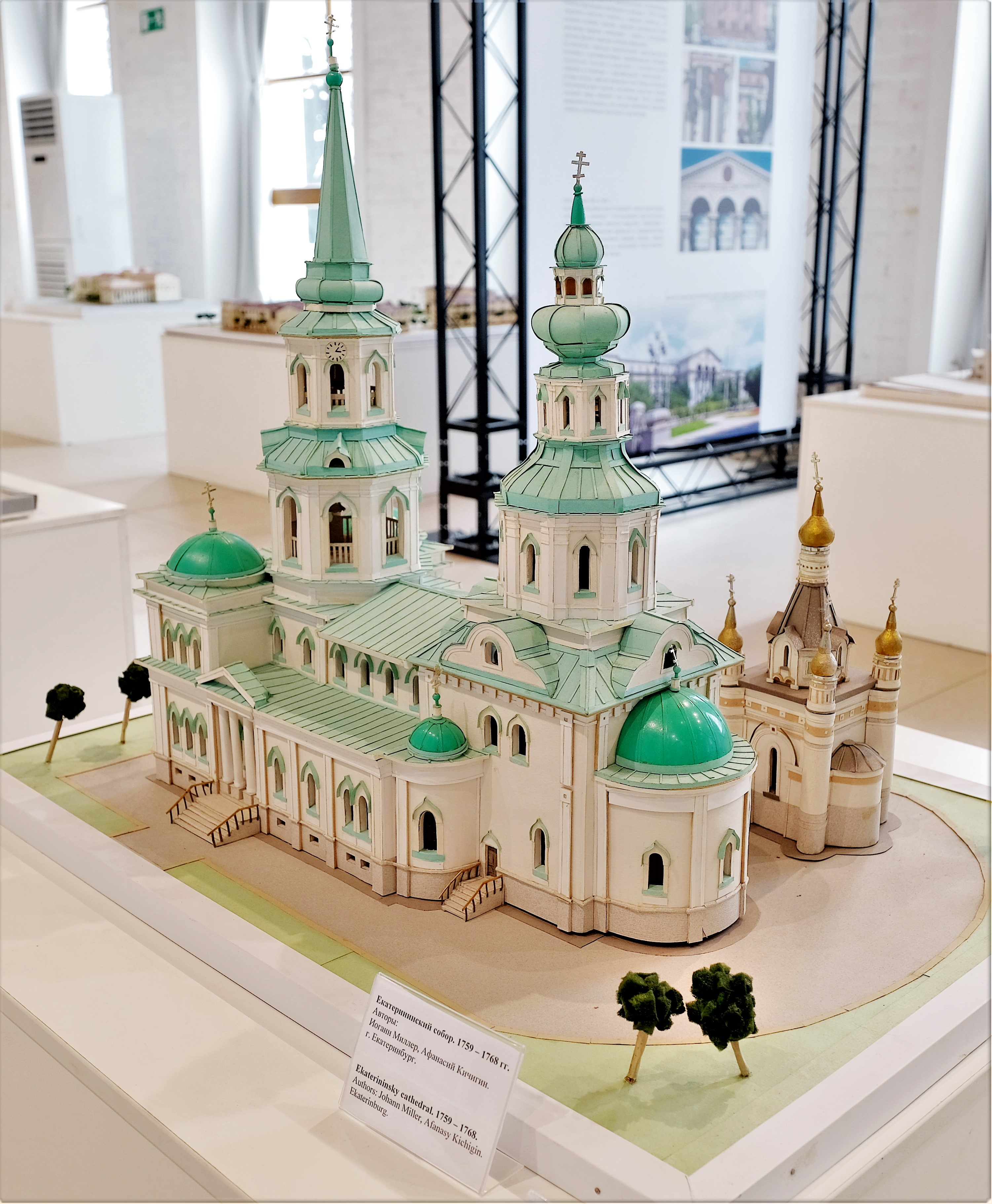
Макет собора в музее УрГАХУ

После окончания строительства здание Екатерининского храма было самым вместительным в городе. Площадь его помещений составляла 325 квадратных саженей (около 1500 м²), что почти вдвое превышало площадь других крупных церквей. Здание имело 55,5 метров в длину и 40,5 метров в ширину. Трёхъярусная колокольня Екатерининского храма со шпилем и крестом имела высоту около 58 метров и была третьей по высоте в дореволюционном Екатеринбурге, уступая лишь Богоявленскому (Кафедральному) собору и Максимилиановской церкви. Колокольня была снабжена 9 колоколами общим весом 20,9 т, при этом самый тяжёлый колокол весил 13,6 т. Здание храма, рассчитанное на 8 тыс. человек, было выкрашено в серый цвет.
Первоначальный проект храма с корректировками Кичигина имел черты сибирского барокко. В частности, для барочных церквей Урала того периода была характерна вытянутая по оси трёхчастная композиция «кораблём»: храм — трапезная — колокольня, а также устройство широких приделов, имеющих самостоятельное архитектурное значение. Главный храм заканчивался традиционной для русского церковного зодчества композицией восьмерик на четверике. При этом Екатерининский собор отличался более крупным нижним восьмериком, украшенным фронтонами-аттиками с волютами. Ещё одним элементом, придававшим зданию барочный оттенок, была фигурная ярусная главка и фронтоны верхнего восьмерика.
На чертежах собора 1835 года просматриваются боковые колоннады, а также рустовка нижнего этажа и наличники окон, характерные для московского барокко. На чертеже 1854 года рустовка нижнего этажа уже отсутствует, а наличники окон имеют заострение кверху, характерное для византийского стиля. Начиная с первой половины XIX века собор неоднократно перестраивался и утратил свой первозданный облик. В ходе реконструкции 1830-х годов под руководством М. П. Малахова боковые приделы были продлены в направлении колокольни и надстроены до двух этажей. Пристрои вышли за первоначальную линию фасада, внутри них были сооружены новые широкие лестницы на второй этаж. Однако из-за этих пристроев собор утратил первоначальную стройность, фасад его стал несколько громоздким и уже не гармонировал с тонким шпилем колокольни. Кроме того, в ходе этой реконструкции к зданию были добавлены излюбленные Малаховым классические портики, что также нарушило единство архитектурного стиля. К. Т. Бабыкин сравнивал архитектурную композицию Екатерининского собора с Петропавловским собором, в то же время отмечая негативное влияние современных ему тенденций на архитектуру петровского барокко. Так, в храме он находил «значительное искажение в сторону ухудшения как отдельных деталей, так и общих масс».
Увеличение числа прихожан в начале XIX века привело к необходимости расширения «тёплого» храма. Для этого в 1848 году предприняли попытку соединить пространство боковых приделов с центральными при помощи устроения трёх арок в стене. Выполненные проёмы получились низкими и узкими, создав неудобства для прихожан. Только в 1896 году путём объединения трёх арок в одну все приделы сформировали единый объём.
Главные городские Богоявленский и Екатерининский храмы являлись высотными доминантами центра города, формируя акценты Главного проспекта и плотины на фоне пруда и окружающей застройки. Вокруг храмов формировались главные городские площади — Кафедральная и Екатерининская.

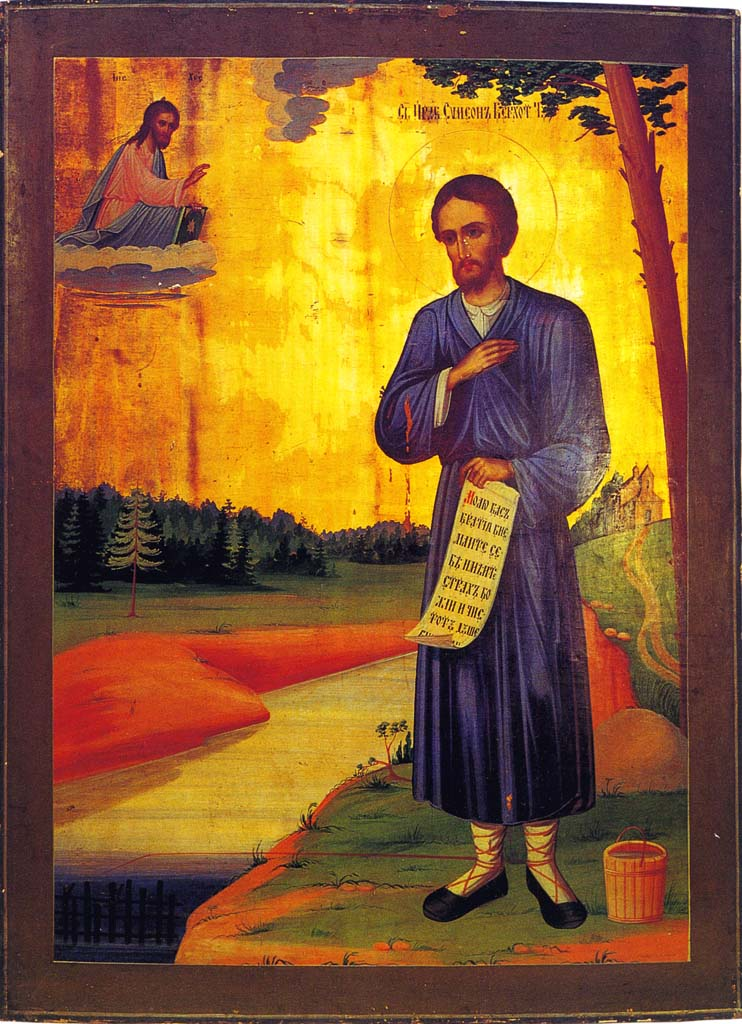
Икона «Преподобный Симеон Верхотурский в молении Спасу» (1903)

Главной святыней храма была часть мощей святого Симеона Верхотурского, привезённая в Екатеринбург во второй половине 1820-х годов. В 1893 году екатеринбургский купец И. Ф. Чистяков пожертвовал храму серебряную с позолотой раку размерами 26 × 44 см, в которую поместили дубовый гроб с мощами. Рака хранилась в Симеоновском приделе храма, в нише рядом с иконой святого Симеона.
Внутреннее убранство собора соответствовало статусу главного горного собора. Обширный приход позволял собирать значительные суммы, которые тратились в том числе на украшения и церковную утварь. В церковные старосты прихожане выбирали, как правило, неравнодушных к судьбе храма состоятельных купцов, часто лично жертвовавших значительные суммы. В начале XIX века годовой доход храма составлял 20 тыс. рублей. Только на продаже свечей в 1809—1815 годах храм выручил 7259 рублей. К середине XIX века финансирование со стороны Горного ведомства существенно сократилось, а после отмены крепостного права, приведшего к удорожанию рабочей силы и снижению рентабельности горных заводов, Екатерининский собор практически перешёл на самообеспечение. Даже существенные перестройки здания с этого времени осуществлялись за счёт собственных средств храма.
Стены здания изнутри были оштукатурены, в окнах были качественные стёкла, а полы были выложены чугунными плитами. Иконостас главного храма был выполнен в девять ярусов, шесть икон праздничного чина во втором ярусе имели серебряные позолоченные ризы. Позолоченные иконостасы боковых приделов имели четыре яруса, при этом иконы Иоанно-Богословского придела были выполнены на металлических листах. Иконы праздничного чина Иоанно-Богословского и Стефановского приделов также имели серебряные ризы. Выкрашенный в красный цвет с позолотой иконостас верхнего Свято-Троицкого храма был двухъярусным и имел форму полукруга.
Отдельные предметы внутреннего убранства, в том числе подаренные Екатериной I, представители соборного духовенства демонстрировали на Сибирско-Уральской научно-промышленной выставке 1887 года.
Церковная библиотека постоянно пополнялась, в том числе редкими и дорогостоящими изданиями. Часть книг централизованно завозилась из Тобольской консистории, отдельные книги передавались прихожанами в дар. Накануне пожара 1747 года библиотека состояла из 49 книг, среди которых было 2 напрестольных Евангелия в дорогих окладах. В XIX веке библиотека пополнилась книгами назидательной направленности, включая два антираскольнических сочинения — «Пращица духовная» епископа Питирима 1721 года и первое издание книги Дмитрия Ростовского «Розыск о раскольнической брынской вере» 1743 года. В начале XX века библиотека Екатерининского собора насчитывала уже 1237 томов.

## Значимость и культурная жизнь

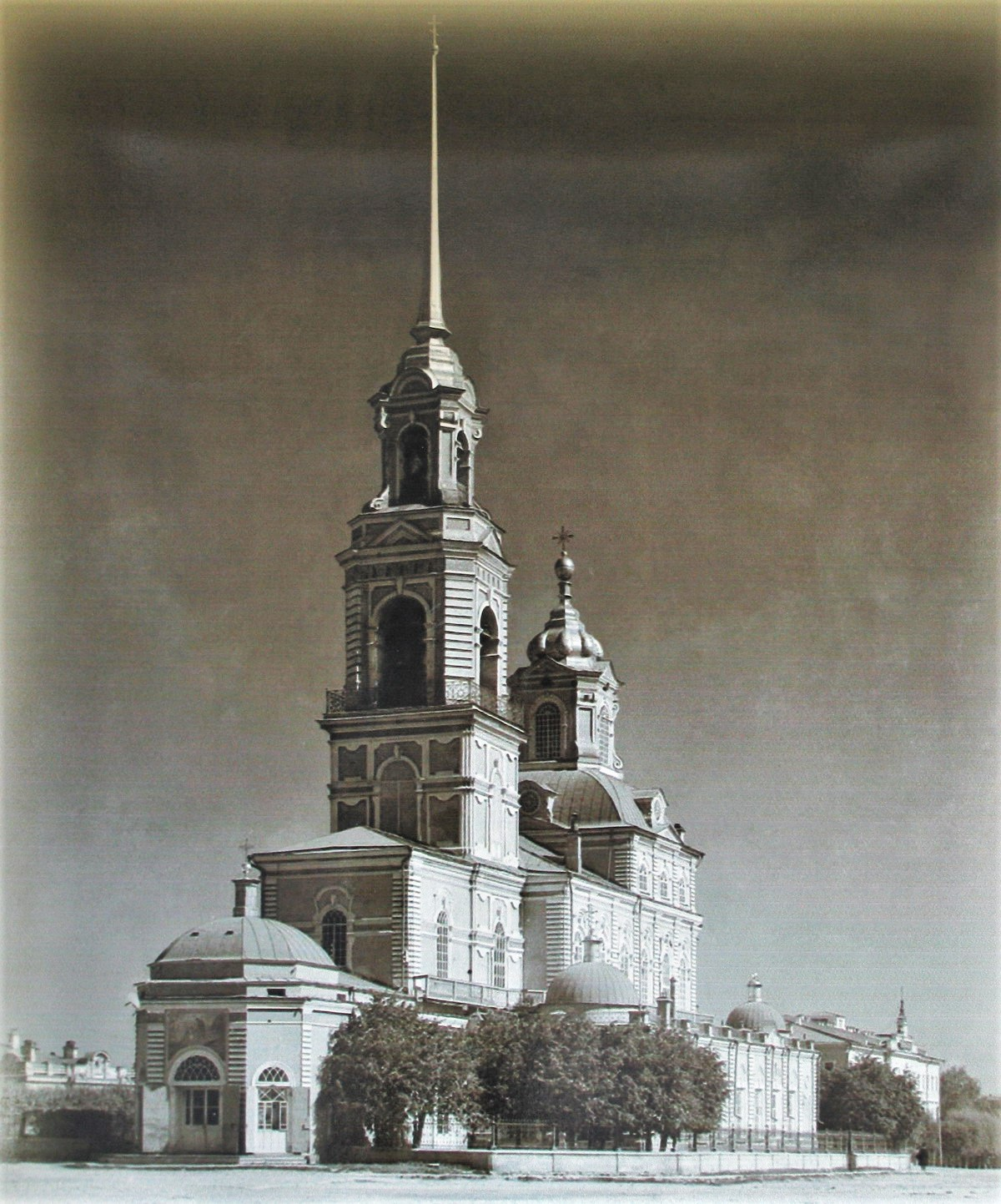
Богоявленский собор (1910, С. М. Прокудин-Горский)

Виды с колокольни собора с запада на восток (В. Л. Метенков, 1900)
В начале 1809 года И. Ф. Герман, ставший первым руководителем Екатеринбургского горного округа после проведённой реформы горного управления, получил согласие епископа Иустина на свою просьбу сохранить Екатерининскую церковь в ведении горной администрации. Таким образом, Главная контора Екатеринбургских заводов сохранила за собой статус номинального владельца собора, продолжив выделять средства на его содержание и обслуживание. С начала существования храма здесь давали присягу горные инженеры, а в XIX веке к этой традиции добавились военнослужащие новобранцы после передачи в храм знамени расформированного Уральского горнозаводского батальона. 28 июня 1869 года в честь 100-летнего юбилея батальона его знамя было пожаловано императором Александром II и хранилось за правым клиросом главного храма.
Поскольку собор фактически принадлежал Уральской горной администрации, в официальных документах он часто назывался Екатерининским горным собором. Ежегодно в престольный праздник — Екатеринин день — в храме собирались горные офицеры со всех заводов, входивших в Екатеринбургское ведомство, участвовали в торжественной литургии, после службы рядом с храмом устраивали ярмарку.
После образования в 1833 году Екатеринбургской епархии встал вопрос о выборе кафедрального собора. Комиссия Пермской консистории пришла к выводу о том, что Екатерининский собор не подходит для этой цели из-за многочисленности прихода и неудачного расположения. Также беспокойство вызывала аффилированность храмового духовенства с Уральской горной администрацией. В итоге кафедральным стал Богоявленский собор, но Екатерининский собор остался наиболее чтимым горожанами, а день святой Екатерины продолжал оставаться одним из главных городских праздников и нерабочим днём вплоть до революции.
К Екатерининскому приходу принадлежали селения: Решётское (в 24 верстах), Пышминского завода (в 21 версте), Пышминское (в 11 верстах), Становское (в 30 верстах), Сарапульское (в 35 верстах) и Шарташское (в 7 верстах). Первое из названных селений в 1747 году причислено к Богоявленскому приходу, второе — в 1765 году к Берёзовскому приходу, Становая и Сарапулка, населённая исключительно раскольниками, в 1833 году отчислены к Пышминскому приходу, а Шарташ в конце 1839 года отошёл к Берёзовскому приходу. В настоящее время приход соборной церкви занимает центральную и восточную часть города, где находятся улицы: Механическая, Береговая первая, Соборная, Разгуляевская, Колобовская, Златоустовская, Дровянная, Никольская, Солдатская, Водочная, Васенцовская, Кузнецкая, Обсерваторская, Луговая, Восточная первая, Вторая восточная, Болотная, Ночлежная и Расторгуевская.
Приход Екатерининского собора в 1806 году насчитывал 3326 прихожан, бо́льшая часть из которых были служащими окружного суда, Горного правления и почтово-телеграфной конторы, а также купцами и мещанами. К 1900 году к приходу были отнесены центральная и восточная части города, количество прихожан достигло 4576 человек, что составляло 12 % от всего православного и единоверческого населения Екатеринбурга, делая Екатерининский приход крупнейшим в городе. В 1887 году при храме открылась церковно-приходская школа, в которой поначалу было отделение только для мальчиков, а с 1894 года и для девочек. В том же 1894 году при храме было организовано церковно-приходское попечительство для развития школьного образования. В 1898 году при содействии попечительства открылись смешанная и женская Симеоновская школы. В храме существовал постоянно действующий церковный хор, насчитывавший в 1889 году 9 мужчин и 15 мальчиков. Поскольку в приходе проживало немало старообрядцев (в 1880 году — 425 человек, в 1900 году — 260 человек), Пермская консистория привлекала храмовое духовенство к антираскольнической деятельности, постоянно запрашивая соответствующие отчёты.
Помимо развития образования, попечительство организовывало благотворительные мероприятия для прихожан, выделяло средства на похороны умерших бедняков и оказывало материальную помощь нуждающимся и пенсионерам, живущим на территории Екатерининского прихода. Для составления списков нуждающихся и контроля за выделяемой помощью приход делился на участки, за которыми закреплялся попечитель. Для получения регулярной финансовой помощи отдельным категориям нуждающихся заводили персональные учётные книжки. Церковно-приходские школы, находившиеся на территории прихода, также получали финансовую помощь от попечительства. Пожертвования для работы попечительства собирались по подписным листам и прямым сбором в храме. Также отдельные кру́жки для сбора средств устанавливались в отдельных частных учреждениях и магазинах.
Екатерининский собор выполнял важную социальную функцию в жизни города. В храме постоянно проводились бракосочетания прихожан, с 1900 по 1919 год были заключены 1173 брака. Многие знаменитые горожане сочетались браком и отпевались в храме. Среди известных бракосочетаний выделяют венчание в 1872 году англичанина Джона Томаса Вилькинсона с дочерью коллежского секретаря Д. Ф. Пономарёвой, в 1875 году — коллежского секретаря П. М. Вологодского с дочерью статского советника А. И. Нейберг. Среди известных отпеваний в соборе в конце XIX — начале XX века выделяют похороны коллежского советника В. М. Малахова, статских советников А. И. Краснопевцева и А. Ф. Чубаркова, титулярного советника А. И. Севастьянова и начальницы женской гимназии Е. И. Кук. Помимо знамени Уральского горнозаводского батальона, в храме также хранились воинские регалии и грамоты именитых уральцев. В ограде собора находились могилы известных горожан, в частности М. И. Башмакова, активного участника подавления пугачёвского бунта, и архимандрита Хиландарской лавры Софрония. На рубеже XIX и XX веков около храма появился один из первых в Екатеринбурге электрических фонарей.
Колокольня Екатерининского собора часто становилась площадкой для фотографов. В конце 1860-х годов здесь были сделаны снимки, вошедшие в 5-й том альбома «Амур, Восточная Сибирь, Западная Сибирь и Урал», изданного в 1870 году. В 1895 году известный панорамный снимок Екатеринбурга отсюда запечатлел В. Л. Метенков. В 1900 году несколько снимков вошли в его альбом «Виды Урала».

### Храмовые праздники
В число соборных праздников входили День Святой Троицы, день Святого Духа, день перенесения мощей архидиакона Стефана (2 августа), дни памяти святого Симеона Верхотурского (12 сентября) и первомученика Стефана (27 декабря). В главный праздник — день памяти святой великомученицы Екатерины — торжественный молебен в соборе служил екатеринбургский епископ. Большое количество прихожан, в том числе из окрестных селений, собиралось на праздничные службы в день памяти святого Симеона Верхотурского, главного святого Екатеринбургской епархии, особо почитаемого на Урале.
Помимо этого, праздничные службы в храме проводились в честь круглых дат, связанных с историей Русской православной церкви.

## После революции
Сохранившиеся предметы в Музее истории и археологии Урала
После прихода к власти большевиков декретом от 23 января 1918 года «Об отделении церкви от государства и школы от церкви» вся церковь в бывшей имперской России фактически уничтожалась, а её имущество национализировалось. 3 сентября 1920 года был подписан договор о создании общины прихожан Екатерининской церкви. К 1922 году при участии вошедшего в доверие к властям протоиерея И. Н. Уфимцева из храма были изъяты все церковные ценности — 165,6 кг серебра и множество изделий из уральских драгоценных камней, стало не с чем проводить службы. 10 мая 1922 года часть сохранившихся предметов церковной утвари, в том числе потир, звездица, дискос и каменный напрестольный крест, экспонировавшиеся на Сибирско-Уральской промышленной выставке, передали М. О. Клеру, занимавшему пост президента Уральского общества любителей естествознания.
В 1924 году на заседании Совета общины под председательством В. Корзухина было принято решение не поддерживать присланного в Екатеринбург Священным Синодом архиепископа Аристарха, что было воспринято партийными властями как мятеж и поддержка опального патриарха Тихона. Была создана комиссия по проверке церковного имущества, которая сразу нашла недостачи и нарушения, ставшие поводом для расторжения договора с общиной. В январе — феврале 1925 года комиссия Свердловского окружного исполкома, несмотря на обращения прихожан, передала собор со всем оставшимся имуществом созданной при участии Уфимцева обновленческой общине под председательством И. Баландина, которая сделала его кафедральным. В сентябре того же года настоятелем храма был назначен митрополит Свердловский Корнилий (Попов). Впоследствии между Поповым и Баландиным разросся конфликт на почве управления церковными делами и деятельностью общины. В итоге после обращений обоих фигурантов в окрисполком Баландина сместили с поста председателя обновленческой общины. И. Н. Уфимцев был исключён из общины, в 1935 году его осудили на три года ссылки, а в 1938 году после повторного суда расстреляли.
Не имея формальных оснований для закрытия церквей, городские власти искали пути для борьбы с общинами. Так, в 1926 году председатель Свердловского Союза безбожников З. Зегельман ликвидировал приходскую библиотеку как контрреволюционную. Из-за обложения новыми налогами и запрета собирать взносы с прихожан обострились проблемы с поиском средств на содержание храма.
23 сентября 1920 года и 17 ноября 1929 года (повторно) в храме были вскрыты мощи Симеона Верхотурского. После второго вскрытия мощи передали краеведческому музею, из которого они были возвращены церкви лишь в 1991 году, несмотря на неоднократные требования партийных властей об их уничтожении. 19 января 1930 года из собора был проведён последний крестный ход на Городской пруд.
В начале 1930 года в городе на собраниях рабочих поднимался вопрос о снятии с церквей колоколов и передаче их на нужды индустриализации. 15 февраля 1930 года Свердловский горсовет принял решение о закрытии храма. 17 февраля 1930 года председатель горисполкома А. Н. Бычкова подписала решение о необходимости сноса собора для использования его остатков в качестве строительного материала. 15 марта того же года городские власти получили ключи от собора, 5 апреля состоялось заседание комиссии по закрытию церквей, а на следующий день Екатерининский собор с третьей попытки взорвали силами треста «Взрывсельпром». Кирпичи, оставшиеся после разрушения здания, использовались в качестве стройматериала для возведения Дома контор и Дома обороны.
Бывшая Екатерининская площадь в начале 1920-х годов была переименована в площадь Труда. В 1920 году на площади перед храмом установили декоративную «Арку труда» и монумент «Кузнецу мира», который вскоре убрали. После разрушения собора на его месте разбили сквер и установили фонтан «Самоцветная горка», отделанный плитами из яшмы, мрамора и халцедона. В 1960 году фонтан переделали и назвали «Каменный цветок».
Архитектурный ансамбль Главпочтамта, здания бывшего Свердловского облисполкома партии и площади Труда сегодня является памятником конструктивизма.

## Проекты восстановления

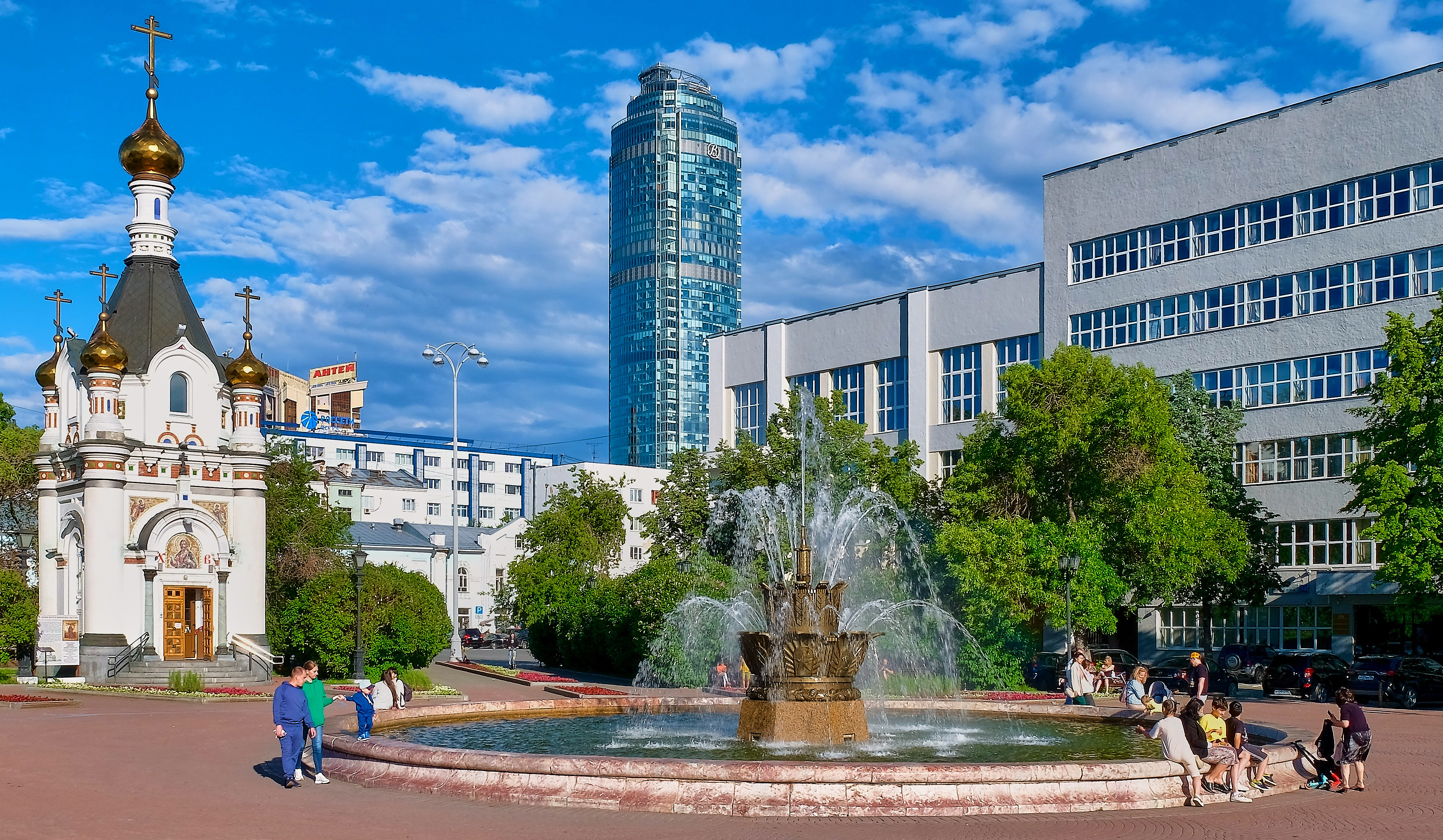
Фонтан «Каменный цветок» и часовня святой Екатерины на площади Труда (2022)

Поклонный крест и памятный камень
18 августа 1991 года на месте, где располагался алтарь Екатерининского собора, был установлен памятный крест, около которого ежегодно в день памяти святой Екатерины проводится праздничный молебен. В 1998 году в честь 275-летия Екатеринбурга рядом с памятным крестом по проекту архитектора А. В. Долгова была построена каменная часовня Святой Екатерины с пятью куполами. В декабре 2010 года впервые в истории Екатеринбурга крестным ходом к часовне были доставлены мощи великомученицы Екатерины.
В марте 2010 года Екатеринбургская епархия при поддержке губернатора Свердловской области А. С. Мишарина объявила о намерении восстановить Екатерининский собор на площади Труда. Проект предполагал сохранение часовни в качестве пристроя к зданию храма, установку каменной ограды по периметру храма и строительство подземной парковки. Фонтан и зелёные насаждения в сквере планировалось убрать. Вопрос о возрождении и строительстве Екатерининского храма на площади Труда, которая является популярным местом для прогулок, вызвал полемику в обществе: многие екатеринбургские деятели культуры, науки, политики и предприниматели высказались как «за», так и «против» проекта. По данным социологических опросов среди горожан число противников строительства колебалось от 70 до 92 %.
В марте 2016 года епархия отказалась от планов восстановления собора на прежнем месте. Была выдвинута идея построить храм в районе Мельковской стрелки Городского пруда на насыпном острове. Новый храм было предложено выстроить в русском стиле. Представители общественности вновь выступили с протестами против проекта, после чего власти города закрыли обсуждение.
В сентябре 2018 года в преддверии 300-летия Екатеринбурга градостроительный совет согласовал концепцию строительства собора Святой великомученицы Екатерины на Октябрьской площади у театра драмы. Как и в предыдущем проекте, внешний вид собора уже не имел ничего общего с историческим. Инвесторами строительства выступили Уральская горно-металлургическая компания и Русская медная компания. Затраты на строительство храма предполагали также благоустройство прилегающей территории. Однако подготовительные работы, начавшиеся 13 мая 2019 года, вызвали протесты части горожан, сопровождавшиеся беспорядками и задержаниями полицией. 16 мая того же года Президент России В. В. Путин инициировал проведение опроса по поводу строительства храма в Екатеринбурге среди жителей микрорайона, фонд «Социум» опубликовал результаты инициативного опроса, согласно которым против строительства храма на месте сквера у театра драмы проголосовало 55 % опрошенных, а за строительство храма на данном месте выступило лишь 27 %. В итоге для строительства храма было решено выбрать другую площадку. 22 мая ВЦИОМ представил результаты опроса, по которым 74 % жителей Екатеринбурга высказались против строительства храма в сквере.

Протесты против строительства храма в сквере на Октябрьской площади Екатеринбурга в марте — июне 2019 года
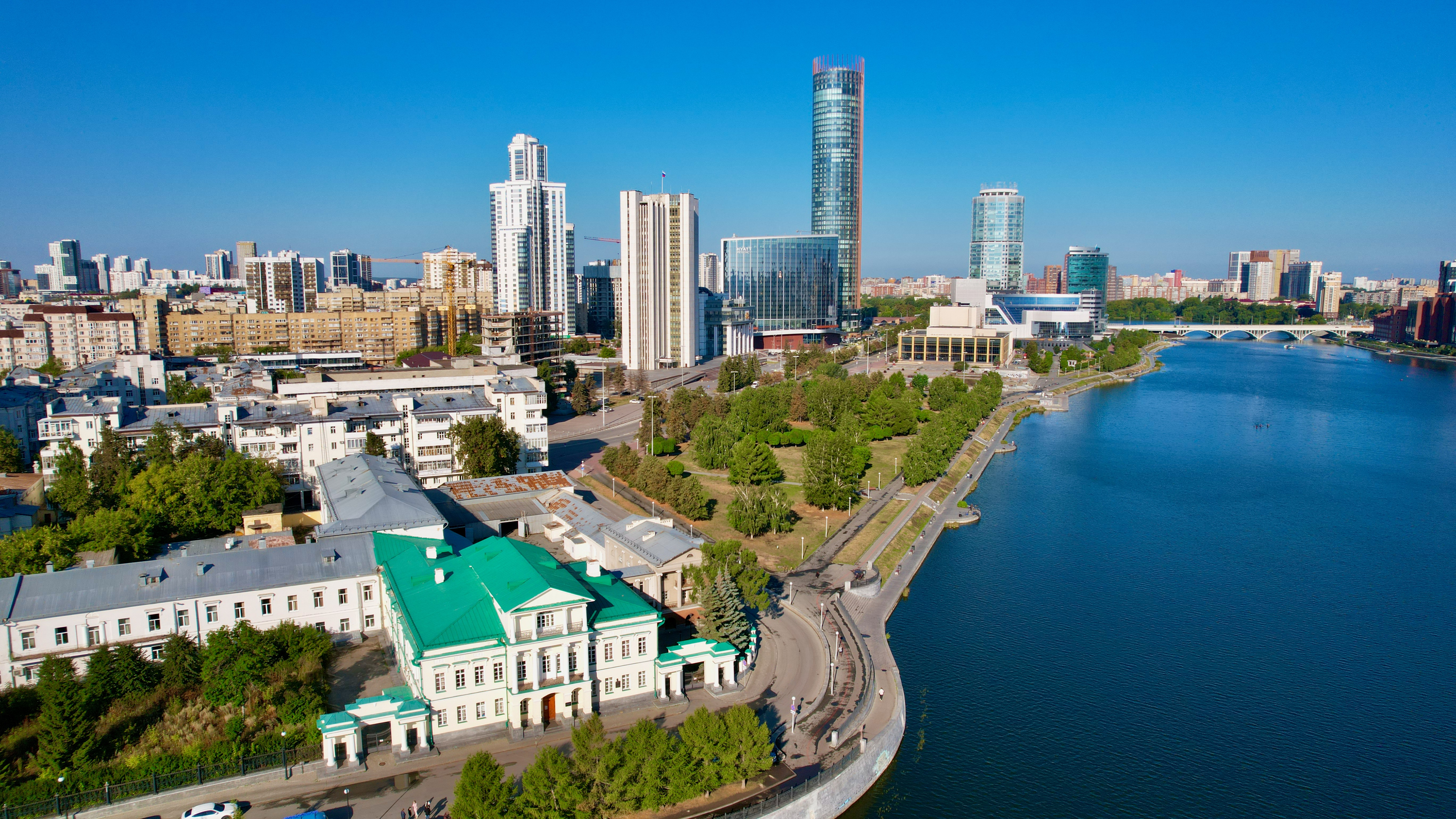
Дом горного начальника и сквер, где планировалось строить Екатерининский храм
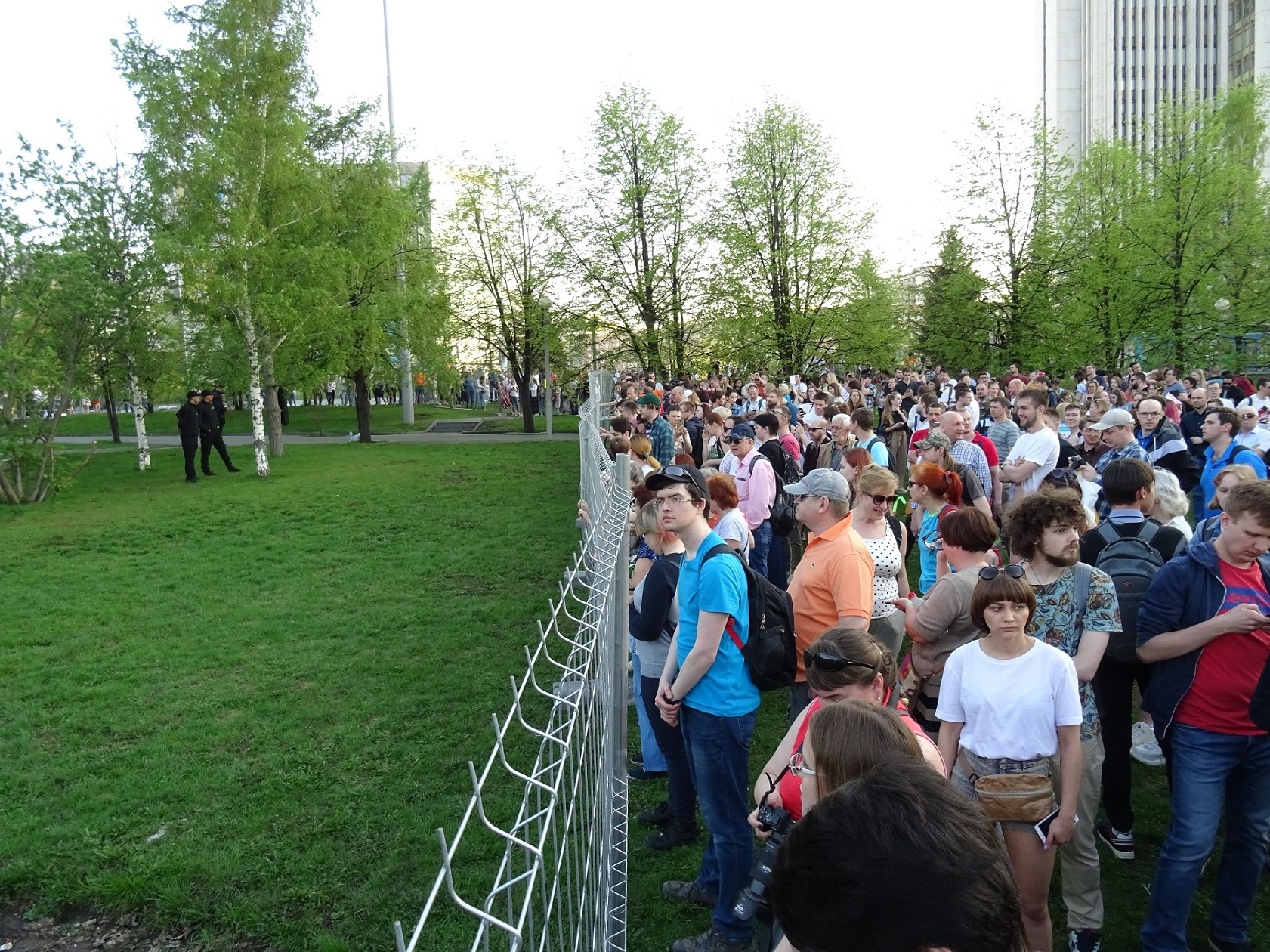
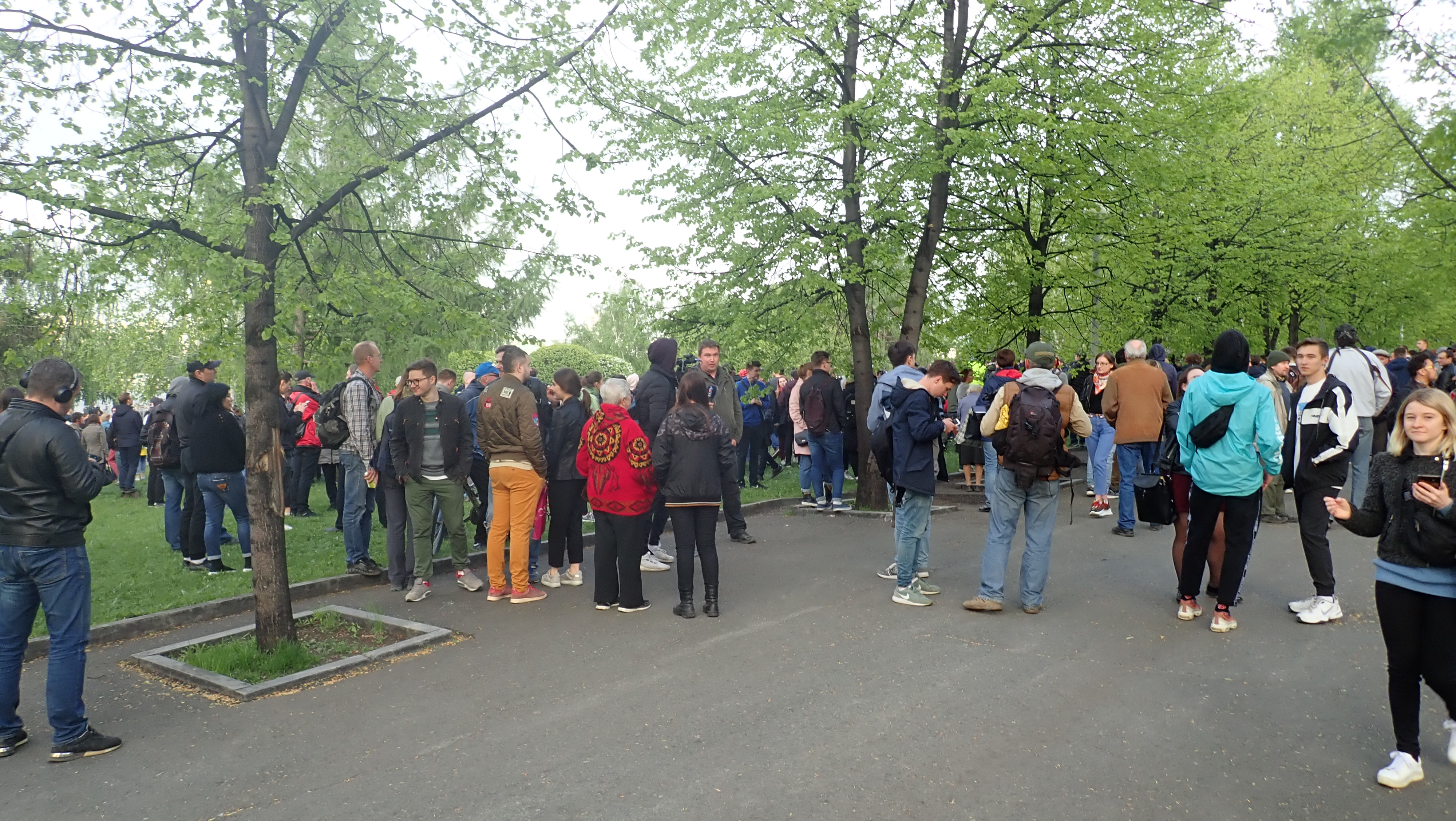
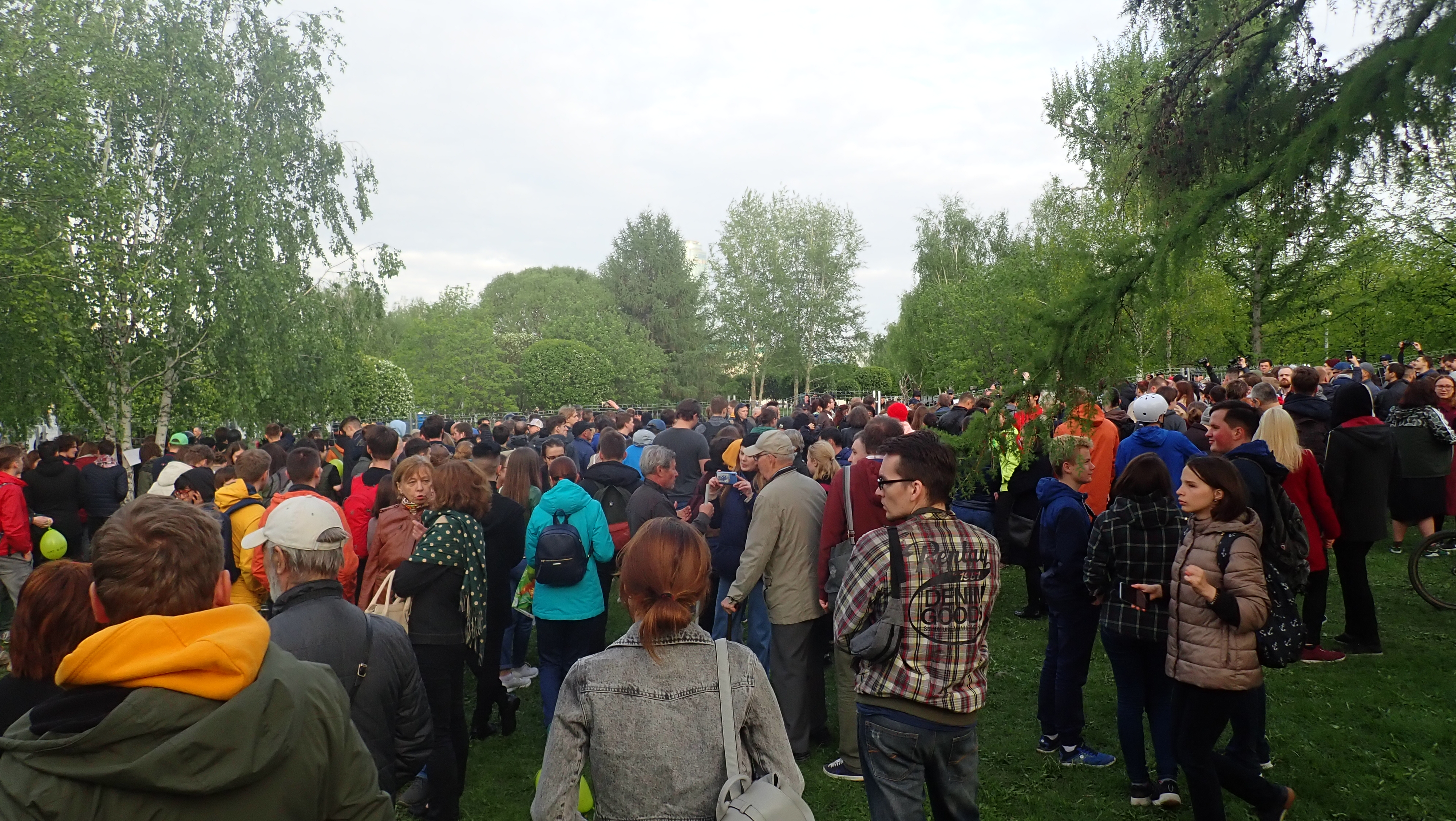
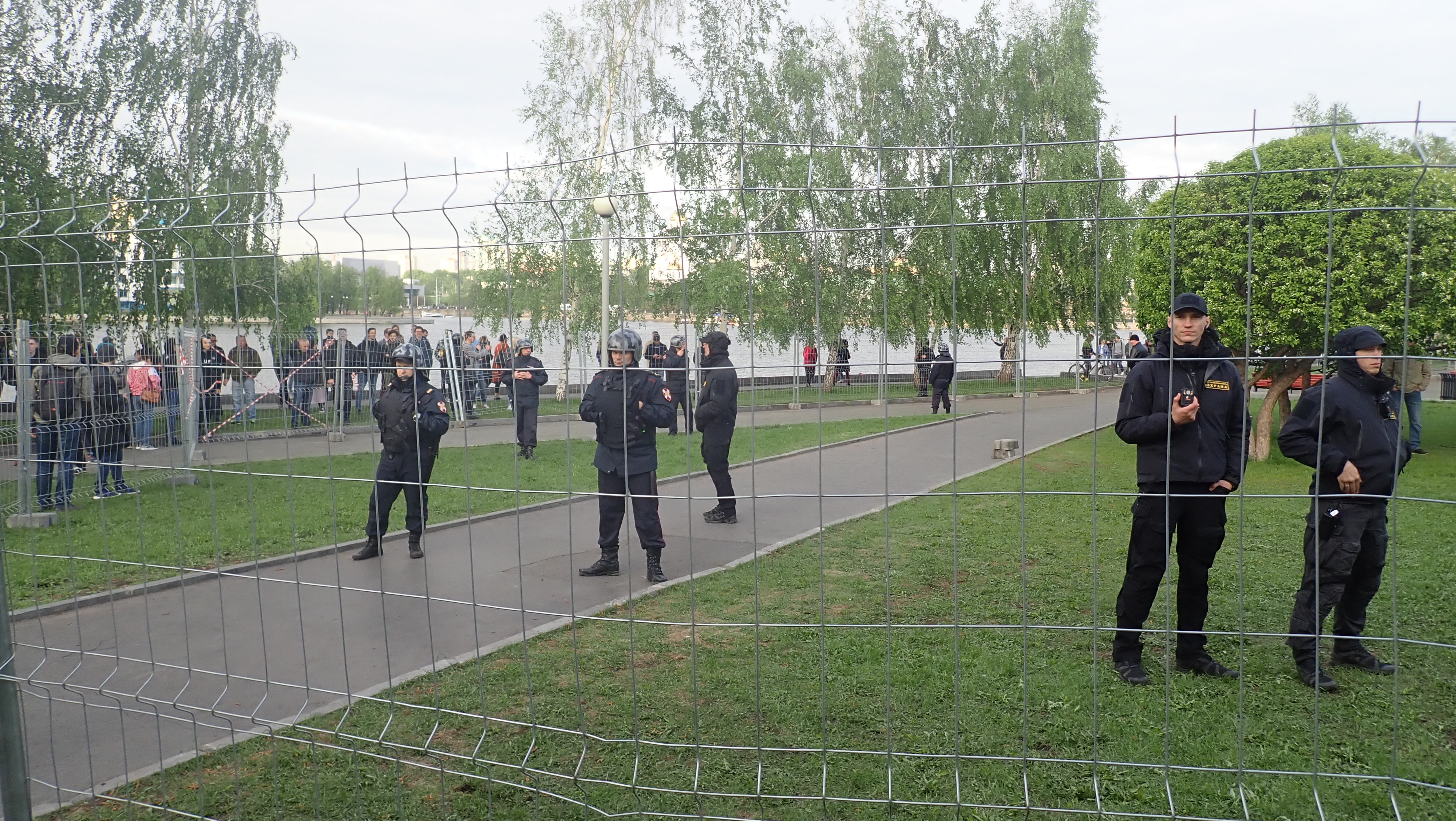

13 сентября 2019 года по решению депутатов городской думы был проведён общегородской опрос по выбору места строительства нового храма. В опросные листы были включены 2 варианта:
- территория бывшего Уральского приборостроительного завода (улица Горького, 17);
- участок за Макаровским мостом в границах улицы Энергостроителей — набережной Рабочей Молодёжи — улицы Челюскинцев.

По итогам общегородского опроса победила территория бывшего Уральского приборостроительного завода. В декабре 2020 года было получено согласование на демонтаж части здания бывшего приборостроительного завода.

## Комментарии
1. ↑  Имя архимандрита разнится в источниках, иногда указывается имя Геннадий[1].
2. ↑  По другим данным, южный придел был освящён 25 сентября 1763 года, а северный — 22 июля 1764 года во имя Симеона Верхотурского[4].
3. ↑  Предположительно из Екатерининского собора[83].
4. ↑  По другим данным, кирпичи сломали и вывезли, утопив в болоте[45].